# Expedición 32
La Expedición 32 fue la 32ª estancia de larga duración en la Estación Espacial Internacional.

## Tripulación
| Posición             | Primera parte (mayo de 2012)                 | Segunda parte (mayo de 2012 a septiembre de 2012) |
| -------------------- | -------------------------------------------- | ------------------------------------------------- |
| Comandante           | Gennady Padalka, RSA Cuarto vuelo espacial   | Gennady Padalka, RSA Cuarto vuelo espacial        |
| Ingeniero de vuelo 1 | Joseph M. Acaba, NASA Segundo vuelo espacial | Joseph M. Acaba, NASA Segundo vuelo espacial      |
| Ingeniero de vuelo 2 | Sergei Revin, RSA Primer vuelo espacial      | Sergei Revin, RSA Primer vuelo espacial           |
| Ingeniero de vuelo 3 |                                              | Sunita Williams, NASA Segundo vuelo espacial      |
| Ingeniero de vuelo 4 |                                              | Yuri Malenchenko, RSA Quinto vuelo espacial       |
| Ingeniero de vuelo 5 |                                              | Akihiko Hoshide, JAXA Segundo vuelo espacial      |

FuenteNASA